# Cantón de Saint-Mars-la-Jaille
El cantón de Saint-Mars-la-Jaille era una división administrativa francesa, que estaba situada en el departamento de Loira Atlántico y la región de Países del Loira.

## Composición
El cantón estaba formado por seis comunas:
- Bonnœuvre
- Le Pin
- Maumusson
- Saint-Mars-la-Jaille
- Saint-Sulpice-des-Landes
- Vritz

## Supresión del cantón de Saint-Mars-la-Jaille
En aplicación del Decreto n.º 2014-243 de 25 de febrero de 2014, el cantón de Saint-Mars-la-Jaille fue suprimido el 22 de marzo de 2015 y sus 6 comunas pasaron a formar parte del nuevo cantón de Ancenis .